# Victoires du cinéma français
 (mai 2025).
La mise en forme du texte ne suit pas les recommandations de Wikipédia : il faut le « wikifier ».
Les points d'amélioration suivants sont les cas les plus fréquents. Le détail des points à revoir est peut-être précisé sur la page de discussion.
- Les titres sont pré-formatés par le logiciel. Ils ne sont ni en capitales, ni en gras.
- Le texte ne doit pas être écrit en capitales (les noms de famille non plus), ni en gras, ni en italique, ni en « petit »…
- Le gras n'est utilisé que pour surligner le titre de l'article dans l'introduction, une seule fois.
- L'italique est rarement utilisé : mots en langue étrangère, titres d'œuvres, noms de bateaux, etc.
- Les citations ne sont pas en italique mais en corps de texte normal. Elles sont entourées par des guillemets français : « et ».
- Les listes à puces sont à éviter, des paragraphes rédigés étant largement préférés. Les tableaux sont à réserver à la présentation de données structurées (résultats, etc.).
- Les appels de note de bas de page (petits chiffres en exposant, introduits par l'outil «  Source ») sont à placer entre la fin de phrase et le point final[comme ça].
- Les liens internes (vers d'autres articles de Wikipédia) sont à choisir avec parcimonie. Créez des liens vers des articles approfondissant le sujet. Les termes génériques sans rapport avec le sujet sont à éviter, ainsi que les répétitions de liens vers un même terme.
- Les liens externes sont à placer uniquement dans une section « Liens externes », à la fin de l'article. Ces liens sont à choisir avec parcimonie suivant les règles définies. Si un lien sert de source à l'article, son insertion dans le texte est à faire par les notes de bas de page.
- La présentation des références doit suivre les conventions bibliographiques. Il est recommandé d'utiliser les modèles {{Ouvrage}}, {{Chapitre}}, {{Article}}, {{Lien web}} et/ou {{Bibliographie}}. Le mode d'édition visuel peut mettre en forme automatiquement les références.
- Insérer une infobox (cadre d'informations à droite) n'est pas obligatoire pour parachever la mise en page.

Pour une aide détaillée, merci de consulter Aide:Wikification.
Si vous pensez que ces points ont été résolus, vous pouvez retirer ce bandeau et améliorer la mise en forme d'un autre article.
Les Victoires du cinéma français sont des récompenses cinématographiques françaises, créées en 1946 par le magazine Cinémonde. Les trophées représentaient une miniature de la Victoire de Samothrace et étaient remis chaque année aux lauréats au ministère du Commerce et de l'Industrie, puis par la suite lors de la Nuit du cinéma. Elles disparaissent progressivement au cours des années 1960, au profit des Étoiles de cristal créées en 1955.

## Historique
Il y a deux types de trophées, les victoires attribuées par les directeurs de salles à la suite d'un référendum organisé par le magazine Le Film Français et les victoires attribuées par les spectateurs à la suite d'un référendum organisé par le magazine Cinémonde.
Au milieu des années 1950, la remise des trophées donnait lieu à une cérémonie organisée au ministère de l'industrie et du commerce, où les trophées étaient remis par le ministre.
Plusieurs catégories étaient représentées : le meilleur film français, le meilleur film étranger, la meilleure actrice française, la meilleure actrice étrangère, le meilleur acteur français, le meilleur acteur étranger. De par le lectorat grand public de la revue organisatrice, les vedettes les plus populaires étaient fréquemment récompensées.
Équivalent des Triomphes du cinéma organisés par le magazine belge Ciné-revue, elles furent peu à peu supplantées à partir des années 1960 par les Étoiles de cristal décernées par un jury professionnel, elles-mêmes remplacées par les César du cinéma en 1976.

## Palmarès

### 1946
Les premières Victoires du cinéma français, pour l'année 1946, ont été remises le mardi 27 janvier 1948 par Michel Fourré-Cormeray, directeur du Centre National de la Cinématographie, au théâtre Pigalle à Paris, au cours du gala organisé au bénéfice des œuvres sociales du cinéma pour leur maison de retraite de Rouvres à Vigneux-sur-Seine.
Nombreux étaient les absents. Pierre Blanchar était retenu par les représentations d’Œdipe Roi, Jean Marais était souffrant, et les Américains n'avaient pas fait le voyage car les Victoires leur avaient été envoyées dès septembre 1947.
Victoires attribuées par les directeurs de salles, Le Film Français
- Meilleur film français : Les Portes de la nuit de Marcel Carné
- Meilleur film étranger : Madame Miniver de William Wyler
- Meilleur acteur français : Pierre Blanchar pour La Symphonie pastorale
- Meilleur acteur étranger : Gary Cooper pour L'Intrigante de Saratoga
- Meilleure actrice française : Edwige Feuillère pour Tant que je vivrai
- Meilleure actrice étrangère : Bette Davis pour La Voleuse

Victoires attribuées par les spectateurs et Cinémonde
- Meilleur film français : La Symphonie pastorale de Jean Delannoy
- Meilleur film étranger : Madame Miniver de William Wyler
- Meilleur acteur français :  Jean Marais pour La Belle et la Bête
- Meilleur acteur étranger : Gary Cooper pour L'Intrigante de Saratoga
- Meilleure actrice française : Michèle Morgan pour La Symphonie pastorale
- Meilleure actrice étrangère : Bette Davis pour La Voleuse

### 1947
Les secondes Victoires du cinéma français, pour l'année 1947, ont été remises le 19 décembre 1948 par Robert Lacoste, ministre du commerce et de l'industrie dans les salons du ministère à Paris. Errol Flynn était absent à la cérémonie et Ingrid Bergman avait déjà reçu sa Victoire lors de son passage à Paris, le 25 septembre 1948, remise par Jean Cocteau au cours d'une prestigieuse cérémonie au Louvre, au pied de la Victoire de Samothrace.
Victoires attribuées par les directeurs de salles, Le Film Français
- Meilleur film français : Monsieur Vincent de Maurice Cloche
- Meilleur film étranger : Les Plus Belles Années de notre vie de William Wyler
- Meilleur acteur français : Pierre Fresnay pour Monsieur Vincent
- Meilleur acteur étranger : Errol Flynn pour San Antonio
- Meilleure actrice française : Micheline Presle pour Le Diable au corps
- Meilleure actrice étrangère : Ingrid Bergman pour Les Enchaînés

Victoires attribuées par les spectateurs et Cinémonde
- Meilleur film français : Le Diable au corps de Claude Autant-Lara
- Meilleur film étranger : Les Plus Belles Années de notre vie de William Wyler
- Meilleur acteur français : Gérard Philipe pour Le Diable au corps
- Meilleur acteur étranger : Errol Flynn pour San Antonio
- Meilleure actrice française : Micheline Presle pour Le Diable au corps
- Meilleure actrice étrangère : Ingrid Bergman pour Les Enchaînés

### 1948
Les 3e Victoires du cinéma français, pour l'année 1948, sont remises le 29 juin 1949 à Paris au ministère du commerce et de l'industrie en présence de Robert Lacoste, ministre du commerce et de l'industrie, et de François Mitterrand, secrétaire d'État à l'information.
Victoires attribuées par les directeurs de salles, Le Film Français
- Meilleur film français : Aux yeux du souvenir de Jean Delannoy
- Meilleur film étranger : Les Enchaînés de Alfred Hitchcock
- Meilleur acteur français : Louis Jouvet pour Les amoureux sont seuls au monde
- Meilleur acteur étranger : Gregory Peck pour La Ville abandonnée
- Meilleure actrice française : Michèle Morgan pour Aux yeux du souvenir
- Meilleure actrice étrangère : Jennifer Jones pour Duel au soleil

Victoires attribuées par les spectateurs et Cinémonde
- Meilleur film français : Les Parents terribles de Jean Cocteau
- Meilleur film étranger : Hamlet de Laurence Olivier
- Meilleur acteur français : Louis Jouvet pour Les amoureux sont seuls au monde
- Meilleur acteur étranger : Laurence Olivier pour Hamlet
- Meilleure actrice française : Michèle Morgan pour Aux yeux du souvenir
- Meilleure actrice étrangère : Jennifer Jones pour 'Duel au soleil

Une Victoire exceptionnelle est attribuée à Walt Disney pour ses derniers films d'animation Dumbo, Bambi et Les Trois Caballeros

### 1949
Les 4es Victoires du cinéma français, pour l'année 1949, sont remises en juin 1950 à Paris au ministère du Commerce et de l'Industrie en présence de Jean-Marie Louvel, ministre du Commerce et de l'Industrie. Michèle Morgan, déjà primée en 1946 et 1948, est déclarée hors concours pour cette année.
Victoires attribuées par les directeurs de salles, Le Film Français et Le Figaro
- Meilleur film français : Barry de Richard Pottier
- Meilleur film étranger : Jeanne d'Arc de Victor Fleming
- Meilleur acteur français : Bernard Blier pour Sans laisser d'adresse
- Meilleur acteur étranger : Orson Welles pour Le Troisième Homme
- Meilleure actrice française : Danièle Delorme pour Gigi
- Meilleure actrice étrangère: Ingrid Bergman pour Jeanne d'Arc

Victoires attribuées par les spectateurs et Cinémonde
- Meilleur film français : Gigi de Jacqueline Audry
- Meilleur film étranger : Le Troisième Homme de Carol Reed
- Meilleur acteur français : Pierre Fresnay pour Barry
- Meilleur acteur étranger: Orson Welles pour Le Troisième Homme
- Meilleure actrice française : Danièle Delorme pour Gigi
- Meilleure actrice étrangère : Ingrid Bergman pour Jeanne d'Arc

### 1950
Les 5es Victoires du cinéma français, pour l'année 1950, sont annoncées à l'ouverture du Festival de Cannes le 3 avril 1951 et sont remises en juin 1951 à Paris au ministère du Commerce et de l'Industrie en présence de Jean-Marie Louvel, Ministre du Commerce et de l'Industrie. À noter que le film américain Autant en emporte le vent de 1939 n'est sorti en France que le 24 mai 1950.
Victoires attribuées par les directeurs de salles, le Film Français
- Meilleur film français : Justice est faite d'André Cayatte
- Meilleur film étranger : Cendrillon de Walt Disney
- Meilleur acteur français : Pierre Fresnay pour Dieu a besoin des hommes
- Meilleur acteur étranger : John Wayne pour Les sables de Iwo Jima
- Meilleure actrice française : Michèle Morgan pour Le château de verre
- Meilleure actrice étrangère : Olivia de Havilland pour Autant en emporte le vent

Victoires attribuées par les spectateurs et Cinémonde
- Meilleur film français : Justice est faite de André Cayatte
- Meilleur film étranger : Cendrillon de Walt Disney
- Meilleur acteur français : Jean Marais pour Orphée
- Meilleur acteur étranger : Clark Gable pour Autant en emporte le vent
- Meilleure actrice française : Michèle Morgan pour Le château de verre
- Meilleure actrice étrangère : Vivien Leigh pour Autant en emporte le vent

Victoires exceptionnelles attribuées à Orphée de Jean Cocteau et à Autant en emporte le vent.

### 1951
Les 6es Victoires du cinéma français, pour l'année 1951, sont remises le 11 juin 1952 à Paris dans les jardins du ministère du Commerce et de l'Industrie en présence de Jean-Marie Louvel, ministre du Commerce et de l'Industrie.
Victoires attribuées par les directeurs de salles, Le Film Français
- Meilleur film français : Un grand patron de Yves Ciampi
- Meilleur film étranger : Samson et Dalila de Cecil B. DeMille
- Meilleur acteur français : Jean Gabin pour La nuit est mon royaume
- Meilleur acteur étranger : Gary Cooper pour Les aventures du Capitaine Wyatt
- Meilleure actrice française : Madeleine Robinson pour Le garçon sauvage
- Meilleure actrice étrangère : Bette Davis pour Eve

Victoires attribuées par les spectateurs et Cinémonde
- Meilleur film français : Un grand patron de Yves Ciampi
- Meilleur film étranger : Demain il sera trop tard de Leonide Moguy
- Meilleur acteur français : Daniel Gélin pour Une histoire d'amour
- Meilleur acteur étranger : Gregory Peck pour David et Bethsabée
- Meilleure actrice française : Madeleine Robinson pour Le garçon sauvage
- Meilleure actrice étrangère : Bette Davis pour Eve

### 1952
Les 7es Victoires du cinéma français,, pour l'année 1952,, sont remises le 13 juin 1953 à Paris dans les jardins des Tuileries lors de la kermesse aux étoiles en présence de Vincent Auriol, Président de la République et de Jean-Marie Louvel, ministre du Commerce et de l'Industrie.
Victoires attribuées par les directeurs de salles, Le Film Français
- Meilleur film français : Le petit monde de Don Camillo de Julien Duvivier
- Meilleur film étranger : Le train sifflera trois fois de Fred Zinnemann
- Meilleur acteur français : Fernandel pour Le petit monde de Don Camillo
- Meilleur acteur étranger : Gary Cooper pour Le train sifflera trois fois
- Meilleure actrice française : Martine Carol pour Caroline chérie
- Meilleure actrice étrangère : Gina Lollobrigida pour Fanfan la tulipe

Victoires attribuées par les spectateurs et Cinémonde
- Meilleur film français : Le petit monde de Don Camillo de Julien Duvivier
- Meilleur film étranger : Le train sifflera trois fois de Fred Zinnemann
- Meilleur acteur français : Gérard Philipe pour Fanfan la tulipe
- Meilleur acteur étranger : Grégory Peck pour Les canons de Navarone
- Meilleure actrice française : Michèle Morgan pour La minute de vérité
- Meilleure actrice étrangère : Vivien Leigh pour Un tramway nommé désir

Une victoire exceptionnelle est remise à Charles Chaplin pour Les feux de la rampe.

### 1953
Les 8es Victoires du cinéma français, pour l'année 1953, sont remises le 2 juin 1954 à Paris dans les jardins du ministère du Commerce et de l'Industrie en présence de Jean-Marie Louvel, ministre du Commerce et de l'Industrie.
Victoires attribuées par les directeurs de salles, Le Film Français
- Meilleur film français : Le salaire de la peur de Henri-Georges Clouzot
- Meilleur film étranger : Quo Vadis de Mervyn Leroy
- Meilleur acteur français : Gérard Philipe pour Les orgueilleux
- Meilleur acteur étranger : Gary Cooper pour Vera Cruz
- Meilleure actrice française : Martine Carol pour Lucrèce Borgia
- Meilleure actrice étrangère : Eleonore Rossi Drago pour Destinées

Victoires attribuées par les spectateurs et Cinémonde
- Meilleur film français : Le salaire de la peur de Henri-Georges Clouzot
- Meilleur film étranger : Sous le plus grand chapiteau du monde de Cecil B. DeMille
- Meilleur acteur français : Jean-Claude Pascal pour Les enfants de l'amour
- Meilleur acteur étranger : Robert Taylor pour Quo Vadis
- Meilleure actrice française : Michèle Morgan pour Les orgueilleux
- Meilleure actrice étrangère : Jean Simmons pour La tunique

### 1954
Les 9es Victoires du cinéma français, pour 1954, sont remises le 21 juin 1955 à Paris dans les jardins du ministère du Commerce et de l'Industrie en présence de André Morice, ministre du Commerce et de l'Industrie et de J.-P. Mauclaire, PDG de Cinémonde. Gina Lollobrigida est sans conteste la vedette de la cérémonie alors qu'il y a de nombreux absents. Gérard Philipe est retenu au studio de Boulogne où il tourne Les grandes manœuvres, Marlon Brando, retenu à Hollywood et Fred Zinnemann, réalisateur de Tant qu'il y aura des hommes, sont représentés par M. R. Sardou de la Colombia. William Wyler, réalisateur de Vacances romaines, et Audrey Hepburn, qui tourne à Rome, sont représentés par Henri Klarsfeld, directeur général pour la France de la Paramount.
Victoires attribuées par les directeurs de salles, Le Film Français
- Meilleur film français : Si Versailles m'était conté de Sacha Guitry
- Meilleur film étranger : Vacances romaines de William Wyler
- Meilleur acteur français : Jean Gabin pour Touchez pas au grisbi
- Meilleur acteur étranger : Marlon Brando pour Jules César
- Meilleure actrice française : Danielle Darrieux pour Le rouge et le noir
- Meilleure actrice étrangère : Gina Lollobrigida pour Pain, amour et fantaisie

Victoires attribuées par les spectateurs et Cinémonde
- Meilleur film français : Le rouge et le noir de Claude Autant-Lara
- Meilleur film étranger : Tant qu'il y aura des hommes de Fred Zinnemann
- Meilleur acteur français : Gérard Philipe pour Le rouge et le noir
- Meilleur acteur étranger : Marlon Brando pour Jules César
- Meilleure actrice française : Michèle Morgan pour Obsession
- Meilleure actrice étrangère : Audrey Hepburn pour Vacances romaines

### 1955
Les 10es Victoires du cinéma français, pour 1955, sont remises le 26 juin 1956 à Paris dans les jardins du ministère du Commerce et de l'Industrie en présence de Maurice Lemaire, secrétaire d'État à l'Industrie, et J.-P. Mauclaire, PDG de Cinémonde. Vittorio de Sica est retenu à Monaco par le film qu'il tourne avec Marlène Dietrich et c'est Son Excellence Pietro Quaroni, ambassadeur d'Italie, qui reçoit la statuette en son nom. Et c'est l'actrice américaine Eva Marie-Saint qui récupère la statuette de Marlon Brando, retenu à Hollywood.
Victoires attribuées par les directeurs de salles, Le Film Français
- Meilleur film français : Les Grandes Manœuvres de René Clair
- Meilleur film étranger : La strada de Federico Fellini
- Meilleur acteur français : Gérard Philipe pour Les Grandes Manœuvres
- Meilleur acteur étranger : Vittorio De Sica pour Pain, Amour et Jalousie
- Meilleure actrice française : Martine Carol pour Nana
- Meilleure actrice étrangère : Gina Lollobrigida pour Pain, Amour et Jalousie

Victoires attribuées par les spectateurs et Cinémonde
- Meilleur film français : Les Grandes Manœuvres de René Clair
- Meilleur film étranger : La strada de Federico Fellini
- Meilleur acteur français : Jean Gabin pour Chiens perdus sans collier
- Meilleur acteur étranger : Marlon Brando pour Sur les quais
- Meilleure actrice française : Michèle Morgan pour Les Grandes Manœuvres
- Meilleure actrice étrangère : Giulietta Masina pour La strada

### 1956
Les 11es Victoires du cinéma français, pour 1956,, sont remises le 5 décembre 1957 à Paris dans les salons du ministère du Commerce et de l'Industrie par Paul Ribeyre, ministre du Commerce et de l'Industrie. Pour la première fois sont aussi attribuées des Victoires de la télévision.
Victoires attribuées par les directeurs de salles, Le Film Français et Le Figaro
- Meilleur film français : La traversée de Paris de Claude Autant-Lara
- Meilleur film étranger : Guerre et Paix de King Vidor
- Meilleur acteur français : Bourvil pour La traversée de Paris
- Meilleur acteur étranger : Curd Jürgens pour Michel Strogoff
- Meilleure actrice française : Brigitte Bardot pour Et Dieu créa la femme
- Meilleure actrice étrangère : Maria Schell pour Gervaise

Victoires attribuées par les spectateurs et Cinémonde
- Meilleur film français : Un condamné à mort s'est échappé de Robert Bresson
- Meilleur film étranger : La fureur de vivre de Nicholas Ray
- Meilleur acteur français : François Périer pour Gervaise
- Meilleur acteur étranger : James Dean pour La fureur de vivre
- Meilleure actrice française : Danielle Darrieux pour Le salaire du péché
- Meilleure actrice étrangère : Maria Schell pour Gervaise

Victoires de la télévision
- Meilleur réalisateur : Gilles Margaritis pour La piste aux étoiles
- Meilleur présentateur : Claude Darget pour Le journal télévisé
- Meilleure présentatrice : Catherine Langeais

### 1957
Les 12es Victoires du cinéma français, pour 1957, sont remises le 5 juillet 1958 à Paris dans les jardins du ministère du Commerce et de l'Industrie par Paul Ribeyre, ministre du commerce et de l'Industrie. C'est la dernière fois que la cérémonie aura lieu au ministère, la France étant en pleine crise institutionnelle. Les gouvernements de la Ve République ne verront plus l'intérêt de participer à un évènement qu'ils considèreront comme privé.
Victoires attribuées par les directeurs de salles, Le Film Français
- Meilleur film français : Porte des Lilas de René Clair
- Meilleur film étranger : Le pont de la rivière Kwaï de David Lean
- Meilleur acteur français : Pierre Brasseur pour Porte des Lilas
- Meilleur acteur étranger : Alec Guinness pour Le pont de la rivière Kwaï
- Meilleure actrice française : Danielle Darrieux pour Typhon sur Nagasaki
- Meilleure actrice étrangère : Giulietta Masina pour Les nuits de Cabiria

Victoires attribuées par les spectateurs et Cinémonde
- Meilleur film français : Porte des Lilas de René Clair
- Meilleur film étranger : Le pont de la rivière Kwaï de David Lean
- Meilleur acteur français : Pierre Brasseur pour Porte des Lilas
- Meilleur acteur étranger : Alec Guinness pour Le pont de la rivière Kwaï
- Meilleure actrice française : Danielle Darrieux pour Typhon sur Nagasaki
- Meilleure actrice étrangère : Giulietta Masina pour Les nuits de Cabiria

### 1958
Les 13es Victoires du Cinéma français pour 1958 sont remises le 20 décembre 1959 à Paris aux studios des Buttes-Chaumont et retransmises pour la première fois en direct à la télévision avec Léon Zitrone comme présentateur (Magazine Cinémonde n° 1325 du 29 décembre 1959)
Victoires attribuées par les directeurs de salles, Le Film Français
- Meilleur film français : Les grandes familles de Denys de la Patellière
- Meilleur film étranger : Les dix commandements de Cecil B. DeMille (USA)
- Meilleur acteur français : Jacques Charrier pour Les tricheurs
- Meilleur acteur étranger : Yul Brynner pour Les frères Karamazov
- Meilleure actrice française : Brigitte Bardot pour En cas de malheur
- Meilleure actrice étrangère : Sophia Loren pour La clé

Victoires attribuées par les spectateurs et Cinémonde
- Meilleur film français : Les tricheurs de Marcel Carné
- Meilleur film étranger : Quand passent les cigognes de Mikhaïl Kalatazov (URSS)
- Meilleur acteur français : Bourvil pour Le miroir à deux faces
- Meilleur acteur étranger : Alec Guinness pour De la bouche du cheval
- Meilleure actrice française : Pascale Petit pour Les tricheurs
- Meilleure actrice étrangère : Tatiana Samoilova pour Quand passent les cigognes

Victoires de la télévision
- Meilleur animateur : Pierre Tchernia
- Meilleure interprète : Micheline Sandrel
- Meilleur auteur : Jacques Sallebert

### 1959
Les 14es Victoires du Cinéma français pour 1959 sont remises le 31 juillet 1960 à Paris aux studios des Buttes-Chaumont et retransmises à la télévision avec Georges de Caunes comme présentateur (Site www.cnc.fr\cinéma\Etudes et rapports\Box office\Année 1959)
Victoires attribuées par les directeurs de salles, Le Film Français
- Meilleur film français : Orfeu Negro de Marcel Camus
- Meilleur film étranger : Certains l'aiment chaud de Billy Wilder (USA)
- Meilleur acteur français : Bourvil pour Le chemin des écoliers
- Meilleur acteur étranger : James Stewart pour Sueurs froides
- Meilleure actrice française : Jeanne Moreau pour Les liaisons dangereuses
- Meilleure actrice étrangère : Sophia Loren pour L'orchidée noire

Victoires attribuées par les spectateurs et Cinémonde
- Meilleur film français : Hiroshima mon amour de Alain Resnais
- Meilleur film étranger : Certains l'aiment chaud de Billy Wilder (USA)
- Meilleur acteur français : Jean-Claude Brialy pour Le beau Serge
- Meilleur acteur étranger : James Stewart pour Sueurs froides
- Meilleure actrice française : Jeanne Moreau pour Les liaisons dangereuses
- Meilleure actrice étrangère : Audrey Hepburn pour Au risque de se perdre

### 1960
Les 15es Victoires du Cinéma français pour 1960 sont remises en juillet 1961 à Paris (Site www.cnc.fr\cinéma\Etudes et rapports\Box office\Année 1960)
Victoires attribuées par les directeurs de salles, Le Film Français
- Meilleur film français : La vérité de Henri-Georges Clouzot
- Meilleur film étranger : Ben Hur de William Wyler (USA)
- Meilleur acteur français : Charles Aznavour pour Le passage du Rhin
- Meilleur acteur étranger : John Wayne pour Alamo
- Meilleure actrice française : Jeanne Moreau pour Moderato Cantabile
- Meilleure actrice étrangère : Mélina Mercouri pour Jamais le dimanche

Victoires attribuées par les spectateurs et Cinémonde
- Meilleur film français : La vérité de Henri-Georges Clouzot
- Meilleur film étranger : La douceur de vivre de Federico Fellini (Italie)
- Meilleur acteur français : Jean-Paul Belmondo pour A bout de souffle
- Meilleur acteur étranger : Marcello Mastroianni pour La douceur de vivre
- Meilleure actrice française : Annie Girardot pour La corde raide
- Meilleure actrice étrangère : Shirley MacLaine pour La garçonnière

### 1961
Les 16ème Victoires du Cinéma français pour 1961 sont remises le 9 novembre 1962 au théâtre des Champs-Elysées à Paris, lors de la 17ème nuit du Cinéma (Site www.cnc.fr\cinéma\Etudes et rapports\Box office\Année 1961)
Victoires attribuées par les directeurs de salles, Le Film Français
- Meilleur film français : Un taxi pour Tobrouk de Denys de la Patelière
- Meilleur film étranger : Les canons de Navarone de Jack Lee Thompson (Grande-Bretagne)
- Meilleur acteur français : Jean-Paul Belmondo pour Léon Morin prêtre
- Meilleur acteur étranger : Anthony Perkins pour Aimez-vous Brahms ?
- Meilleure actrice française : Annie Girardot pour Rocco et ses frères
- Meilleure actrice étrangère : Sophia Loren pour La Ciociara

Victoires attribuées par les spectateurs et Cinémonde
- Meilleur film français : Un taxi pour Tobrouk de Denys de la Patelière
- Meilleur film étranger : Les canons de Navarone de Jack Lee Thompson (Grande-Bretagne)
- Meilleur acteur français : Jean-Paul Belmondo pour Léon Morin prêtre
- Meilleur acteur étranger : Anthony Perkins pour Aimez-vous Brahms ?
- Meilleure actrice française : Annie Girardot pour Rocco et ses frères
- Meilleure actrice étrangère : Sophia Loren pour La Ciociara

### 1962
Les 17ème Victoires du Cinéma français sont remises le 11 octobre 1963 au théâtre des Champs-Elysées à Paris, lors de la 18ème Nuit bdu Cinéma, au profit des oeuvres sociales de l'entraide du cinéma (Site www.cnc.fr\cinéma\Etudes et rapports\Box office\Année 1962)
Victoires attribuées par les directeurs de salles, Le Film Français
- Meilleur film français : La Guerre des boutons d'Yves Robert
- Meilleur film étranger : Le Jour le plus long de Darryl F. Zanuck (USA)
- Meilleur acteur français : Robert Hossein pour Le Repos du guerrier
- Meilleur acteur étranger : Anthony Perkins pour Le Glaive et la Balance
- Meilleure actrice française : Emmanuelle Riva pour Thérèse Desqueyroux
- Meilleure actrice étrangère : Natalie Wood pour West Side Story

Victoires attribuées par les spectateurs et Cinémonde
- Meilleur film français : Les Dimanches de Ville-d'Avray de Serge Bourguignon
- Meilleur film étranger : West Side Story de Robert Wise (USA)
- Meilleur acteur français : Jean-Paul Belmondo pour Un singe en hiver
- Meilleur acteur étranger : Marcello Mastroianni pour Divorce à l'italienne
- Meilleure actrice française : Annie Girardot pour Le Bateau d’Émile
- Meilleure actrice étrangère : Sophia Loren pour Le Couteau dans la plaie

### 1963
Les 18ème Victoires du Cinéma français pour 1963 sont remises le 18 décembre 1964 au théâtre des Champs-Elysées à Paris, lors de la 19ème Nuit du Cinéma (Magazine Cinémonde n° 1553 du 12.05.1964)
(Site www.cnc.fr\cinéma\Etudes et rapports\Box office\Année 1963)
Victoires attribuées par les directeurs de salles, Le Film Français
- Meilleur film français : Mélodie en sous-sol de Henri Verneuil
- Meilleur film étranger : Lawrence d'Arabie de David Lean (USA)
- Meilleur acteur français : Jean-Paul Belmondo pour L'aîné des Ferchaux
- Meilleur acteur étranger : Albert Finney pour Tom Jones
- Meilleure actrice française : Simone Signoret pour Le jour et l'heure
- Meilleure actrice étrangère : Claudia Cardinale pour Le guépard

Victoires attribuées par les spectateurs et Cinémonde
- Meilleur film français : Mélodie en sous-sol de Henri Verneuil
- Meilleur film étranger : Tom Jones de Tony Richardson (Grande-Bretagne)
- Meilleur acteur français : Alain Delon pour Mélodie en sous-sol
- Meilleur acteur étranger : Burt Lancaster pour Le guépard
- Meilleure actrice française : Simone Signoret pour Le jour et l'heure
- Meilleure actrice étrangère : Romy Schneider pour Le cardinal

### 1964
Les 19e Victoires du Cinéma français pour 1964 sont remises le 29 octobre 1965 au théâtre Marigny à Paris, lors de la 20e Nuit du Cinéma. Ce sont les dernières Victoires à être attribuées.
Victoires attribuées par les directeurs de salles, Le Film Français
- Meilleur film français : L'Homme de Rio de Philippe de Broca
- Meilleur film étranger : My Fair Lady de George Cukor (USA)
- Meilleur acteur français : Louis de Funès pour Le Gendarme de Saint-Tropez
- Meilleur acteur étranger : Peter O'Toole pour Beckett
- Meilleure actrice française : Jeanne Moreau pour Journal d'une femme de chambre
- Meilleure actrice étrangère : Claudia Cardinale pour Le Plus Grand Cirque du monde

Victoires attribuées par les spectateurs et Cinémonde
- Meilleur film français : Les Parapluies de Cherbourg de Jacques Demy
- Meilleur film étranger : My Fair Lady de George Cukor (USA)
- Meilleur acteur français : Jean Marais pour Fantomas
- Meilleur acteur étranger : Marcello Mastroianni pour Mariage à l'italienne
- Meilleure actrice française : Marie-José Nat pour Jean-Marc ou la Vie conjugale
- Meilleure actrice étrangère : Audrey Hepburn pour My Fair Lady